# Tanti auguri
«Tanti auguri» es una canción de 1978 escrita por Gianni Boncompagni y Daniele Pace, con música de Paolo Ormi, e interpretada por la cantante italiana Raffaella Carrà. Gracias al éxito de la canción, Carrà publicó una versión en español «Hay que venir al sur», también conocida por su estribillo «Para hacer bien el amor».

## Historia
La canción fue el tema principal del controvertido programa Ma che sera de la Rai 1, filmado en el parque temático de Italia en miniatura. Esta intro constituye a su vez el videoclip oficial de la canción. La letra de la canción describe las costumbres de una mujer libre e independiente, exaltando la sexualidad femenina en todas sus formas. La canción fue censurada en Latinoamérica debido a su temática sexual, modificando su estribillo por para enamorarse bien hay que venir al sur.
«Tanti auguri» fue publicada en el álbum homónimo de la cantante, Raffaella, y también en formato sencillo junto a «Amoa» en el lado B.

## Versiones
En España la versión en español de la canción alcanzó el puesto 27 en las listas de éxitos musicales. También tuvo éxito en otros países hispanohablantes como Colombia, Perú, Uruguay y Venezuela.
La cantante estonia Anne Veski hizo una versión titulada «Jätke võtmed väljapoole». En 2006 la cantante española Roser publicó un disco homenaje a la Carrà, titulado Raffaella, donde, entre otros éxitos de la italiana, incluyó «Hay que venir al sur».